# 1533 год в науке
В 1533 году произошли различные научные и технологические события, некоторые из которых представлены ниже.

## События
- Амбруаз Паре принят на должность помощника хирурга в единственную на весь город парижскую больницу Отель-Дьё[1]..

## Публикации
- В Базеле вышло в свет первое печатное издание «Начал» Евклида на греческом оригинале, включая первое издание комментария Прокла к первой книге.
- Гемма Фризиус публикует в Антверпене «De Locorum descriptionndorum ratione», содержащую первое известное изложение принципов триангуляции и средства определения долготы.
- Петер Апиан: «Apiani horoscopion», «Buch Instrument», «Folium populi».
- Георгий Агрикола: «De Mensuis et Ponderibus», о мерах и весах классической древности[2].

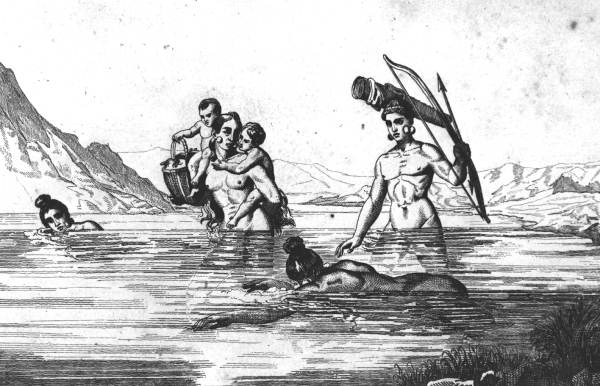
Рисунок из книги Жака ле Муана: женщины индейского племени тимукуа ловят рыбу

- Ремберт Додунс: «Herbarium».

## Родились
См. также: Категория:Родившиеся в 1533 году
- 3 мая — Чэн Давэй, китайский математик (умер в 1606 году).
- 20 мая — Иероним Фабриций, итальянский анатом (умер в 1619 году).
- 2 августа — Теодор Цвингер, швейцарский энциклопедист, философ и врач (умер в 1588 году).
- 23 ноября — Просперо Альпини, итальянский врач и ботаник (умер в 1617 году).
- Неточная дата рождения:
  - Жак Ле Муан французский путешественник и иллюстратор научных книг (умер в 1588 году).
  - Лука Вагенер, нидерландский мореплаватель и  картограф  (умер в 1606 году).

## Скончались
См. также: Категория:Умершие в 1533 году
- 31 мая — Амброзиус Эингер, баварский конкистадор и исследователь Южной Америки (род. около. 1500 года).
- 4 февраля — Михаил Бреславский, польский учёный-энциклопедист (род. в 1460 году).
- Иероним Брауншвейгский — немецкий врач и хирург (род. в 1450 году).
- Лючио Маринео Сикуло — сицилийский историк (род. в 1444 году).